# Igor' Sergeevič Ivanov
Igor' Sergeevič Ivanov (in russo Иванов, Игорь Сергеевич?; Mosca, 23 settembre 1945) è un politico russo, Ministro degli affari esteri della Russia dal 1998 al 2004.

## Biografia
Successivamente alla laurea in lingue ottenuta all'Università di Mosca nel 1969, Ivanov ha perfezionato i propri studi in storia e ha svolto attività accademica presso l'Istituto statale di Mosca per le relazioni internazionali (MGIMO) in qualità di docente. Oltre all'attività prestata come Ministro degli esteri, dal 2004 e per i tre anni successivi, ha ricoperto l'incarico di segretario del Consiglio di sicurezza della Federazione Russa.